# 육각형 체스

Gliński의 육각형 체스

육각형 체스는 칸 모양이 육각형인 변형 체스로 1936년에 폴란드의 Władysław Gliński에 의해 발명되었다. 2인용 체스 외에도 3인용과 4인용, 6인용 등으로 개량되어 두어지고 있는 체스이다. 킹은 6칸 또는 12칸으로 움직일 수 있으며 비숍은 판의 1/3만 이동할 수 있는 것이 일반적이다.

## 같이 보기
- 크로스 체스
- 삼각형 체스